# Salomè con la testa del Battista (Luini)

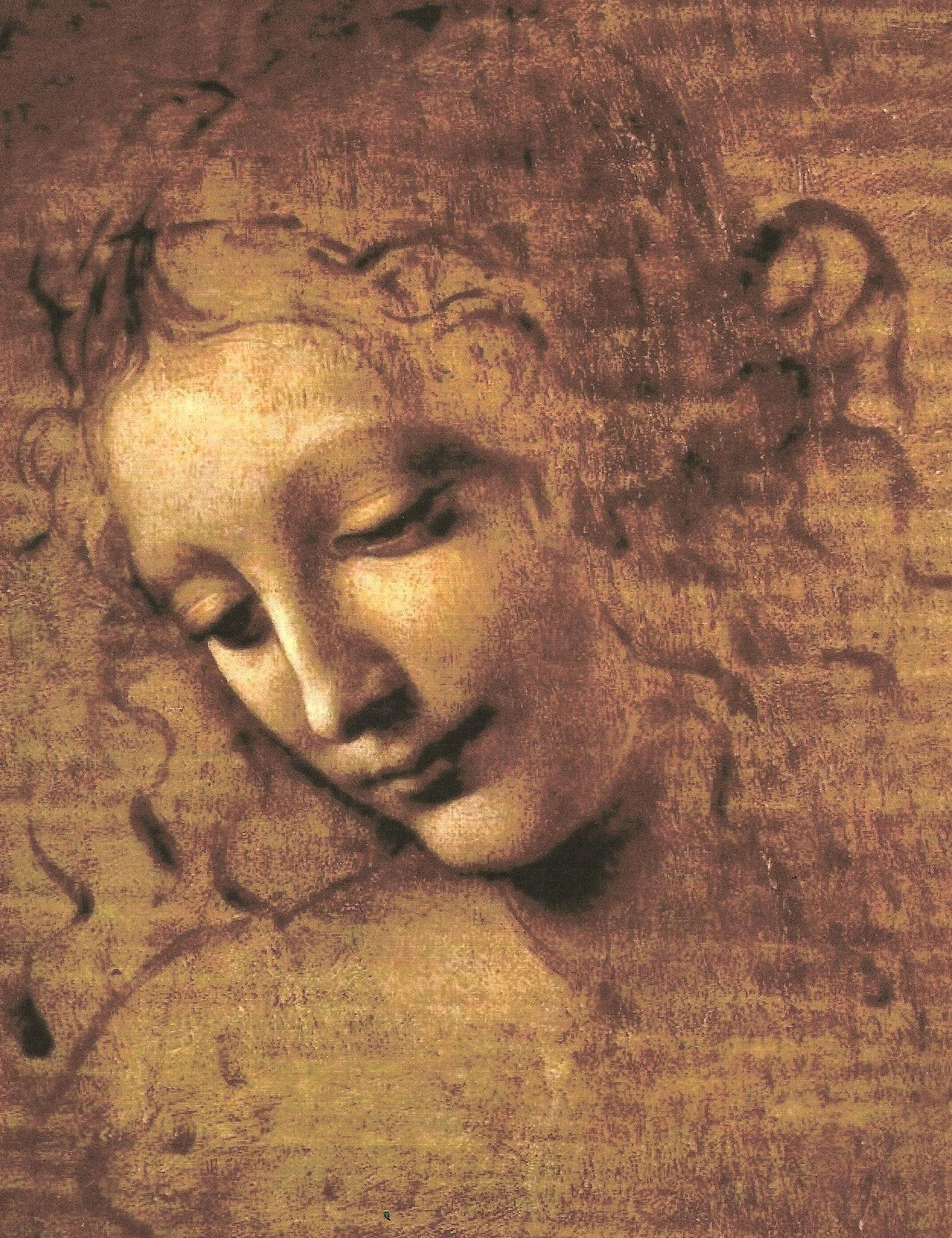
La Scapigliata, Leonardo da Vinci, 1508 circa

Salomè con la testa del Battista è un dipinto a olio su tavola (70x63 cm) di Bernardino Luini, databile al 1527 circa e conservato nella Galleria degli Uffizi a Firenze.

## Storia
L'opera arrivò a Firenze con uno scambio con la Galleria Imperiale di Vienna, nel 1773, con attribuzione a Leonardo. L'attribuzione a Luini risale al Gouthiez, basandosi sull'inventario del 1890; Beltrami la datò poi al 1527-1530 circa, quindi alla fase tarda

## Descrizione e stile
Di questo soggetto esistono almeno sei varianti autografe, tutte caratterizzate da personaggi a mezza figura, su sfondo scuro che esaltasse l'elegante sfumato leonardesco. Esse sono nel Kunsthistorisches Museum, al Louvre (la migliore), al Boston Museum of Fine Arts, nella raccolta del principe Borromeo a Isola Bella e al Prado.
Un carnefice sta appoggiando la testa mozzata di Giovanni Battista in un'alzata con piede appoggita su un ripiano e tenuta da Salomè (o forse Erodiade). A sinistra assiste alla scena un'anziana col capo velato, probabilmente un'ancella. Il volto del carnefice è descritto con tratti quasi caricaturali, che ne esaltano la bruttezza e la malvagità, in contrasto con i delicati lineamenti del volto esanime del Battista.
Particolare attenzione è dedicata al sontuoso abito di Salomè, caratteristico della moda di inizio Cinquecento, come pure la sua elaborata capigliatura a trecce. L'influsso di Leonardo è particolarmente evidente nel volto della ragazza, accostato dai critici alla Scapigliata di Parma.